# María Cumplido
María Cumplido Cabello (Còrdova, 25 d'abril de 1992) és una matemàtica i investigadora espanyola que el 2020 va ser guardonada amb el Premi de Recerca Matemàtica Vicent Caselles de la Reial Societat Matemàtica Espanyola.

## Trajectòria
Cumplido va néixer al barri de Santa Rosa-Valdeolleros de Córdoba. Es va graduar en Matemàtiques a la Universitat de Sevilla, cursant un any de la carrera a la Universitat Pierre i Marie Curie de París. Va realitzar el màster en Matemàtica Avançada a la Universitat de Sevilla i va obtenir una Beca de Col·laboració del Ministeri d'Educació al Departament de Àlgebra d'aquesta universitat.
Es va doctorar per la Universitat de Sevilla i la Universitat de Rennes, sent reconeguda per la seva tesi. Cumplido va ser investigadora postdoctoral a la Universitat de Borgonya a Dijon i va realitzar un mes d'estada de recerca a Oaxaca, a Mèxic. L'octubre de 2019 es va convertir en investigadora postdoctoral a la Universitat Heriot-Watt d'Edimburg, on resideix actualment. Mai ha exercit a Espanya.
Ha centrat la seva recerca en el camp de la teoria geomètrica de grups, aconseguint generalitzar resultats de caràcter geomètric i topològic sobre grups de trenes en el context algebraic dels grups d'Artin-Tits de tipus esfèric, resolent un problema matemàtic que portava 20 anys sense solució. Aquest camp d'investigació és potencialment aplicable en criptografia i sistemes de seguretat informàtica.

## Reconeixements
En 2018 va obtenir el segon premi de la Fundació Rennes 1 a la millor tesi en Matemàtiques i Ciències i Tecnologies de la informació i comunicació.
El 2020 va ser reconeguda amb uns dels Premis de Recerca Matemàtica Vicent Caselles de la Reial Societat Matemàtica Espanyola i la Fundació BBVA, un dels guardons més prestigiosos en investigació matemàtica d'Espanya i en el qual es van premiar a cinc joves matemàtics, com Judit Muñoz Matute o Ujué Etayo. Cumplido va ser la tercera matemàtica de l'Institut de Matemàtiques Sevillana (IMUS) en aconseguir-ho, després de Vanessa Guerrero i Marithania Silvero.